# Піщана (Подільський район)
Піща́на — село в Україні, у Подільському районі Одеської області, розташоване на річці Савранка. Адміністративний центр Піщанської сільської громади.
Розташоване за 25 км від міста Балта. На півдні межує з селами Новополь, Крижовлин та Шляхове, на сході з селом Пужайкове, на півночі з селом Гербине та на заході з селом Берізки-Чечельницькі Гайсинського району.
Поблизу села розташовано ландшафтний заказник місцевого значення Даничеве.

## Історія

### Стародавні Часи
Першими землеробами на території нашого краю були жителі трипільських поселень. Основні археологічні пам’ятки трипільської культури – укріплені городища, поселення та курганні могильники – зосереджені на півночі Одеської області. Вони з’явилися на межі V–IV тисячоліть до н. е. і проіснували приблизно дві тисячі років. Також на території села та за ним знаходять багато памʼяток Черняхівської культури. Черепці та т.д також знайдено 4 кургана.

### Часи Русі та її розпаду
У VIII–IX століттях племінні союзи тиверців і уличів [на Дністрі й Південному Бузі], а також болоховці були незалежними від київських князів і чинили впертий опір їхнім спробам підкорити їх.  До середини X століття Київська Русь, приєднавши землі уличів і тиверців, вийшла до Дунаю і почала зміцнювати свої позиції в цьому регіоні.  За часів Київської Русі через Вітовт Брід (землі між річками Кодима та Саврань) проходив доволі умовний кордон між володіннями слов'янських племен і кочівників – печенігів і половців.  У XI столітті Середнє Побужжя входило до складу Київського князівства, а Придністров’я – до Галицького князівства. Згодом, після розпаду Київської Русі, Побужжя певний час (у першій половині XIII століття) перебувало у сфері впливу Галицького князівства (Галицько-Волинського князівства). Після його захоплення у 1238–1241 роках Золотою Ордою було утворено Подільський улус, що сплачував данину монголам, які кочували в Дикому полі.

### Литовський період
У XIV столітті після вигнання золотоординців зі степів між Прутом, Дністром, Південним Бугом і Дніпром землі перейшли під контроль Литовського князівства. Важливими подіями стали перемога литовців над татарами на Синіх Водах (1362 р.) та розширення володінь князя Вітовта до Чорного моря. На звільнених територіях почалося активне заселення жителями Поділля та Київщини. Литовці збудували низку укріплень і замків: Караул (Дністер), Чорний Город (Дністровський лиман), Коцюбіїв (сучасна Одеса), Бужин (Південний Буг), Дашів (Дніпро). У цей період формувалися торговельні шляхи, зокрема «королівський шлях» з Поділля в Крим.Наприкінці XV століття ці території поступово потрапили під владу Кримського ханства, що стало васалом Османської імперії. Замість колишньої Золотої Орди виникли нові кочові об’єднання: Буджацька орда між Дністром і Дунаєм та Єдисанська орда на Південному Бузі.Після Люблінської унії 1569 року Поділля стало ареною боротьби між Річчю Посполитою, Османською імперією та Московським царством. У відповідь на зовнішній тиск формувалося українське козацтво, яке боронило ці землі впродовж наступних століть.

### Вітовт Брід
Татаро-монгольська навала середини XIII століття спустошила землі між Південним Бугом і Дністром, що змусило частину місцевого населення переселитися на північ. У XIV столітті Велике князівство Литовське витіснило ординців із цих земель. Район між Савранкою та Кодимою, відомий як Вітовтів брід, почав заселятися українськими селянами та молдованами.У 1362 році литовський князь Ольгерд звільнив Поділля від золотоординців, а замки й укріплення, збудовані для захисту, стали основою нових міст. Після уній Литви та Польщі (1385 і 1413 рр.) у південній частині Поділля з'явилися поляки, які остаточно утвердилися тут після утворення Речі Посполитої у 1569 році.Наприкінці XV – на початку XVI століть Османська імперія закріпилася в Північно-Західному Причорномор’ї та переселила сюди ногайців. Границя між турецькими й польсько-литовськими володіннями пролягала по річці Кодимі, де Туреччина звела фортецю Балту. У 1634 році польський магнат Станіслав Конєцпольський доручив Гійому Боплану побудувати фортецю в Саврані для захисту від нападів татар.

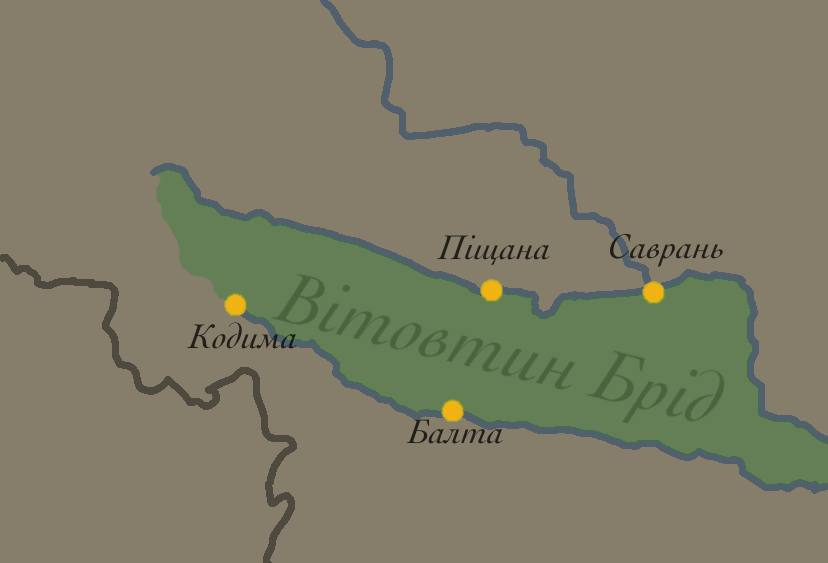
Карта Вітовтиного Броду

### Заснування села та подальша історія.

#### Козаччина
Неофіційні джерела говорять про заснування села у 16 столітті, коли на острові між двома рукавами Саврані поселилися селяни утікачі від Фільварок з Брацлавщини, заснувавши село Піщана. Перша згадка датована 1648 роком, на карті Гійома Левасера де Боплана. На ній, село називалося Піщаний брід.На правому березі річки у другій половині 16 століття з'явилося село Цурканівка. У першій половині 17 століття обидва поселення об'єдналися в одне — Піщана. Під час визвольної війни українського народу 1648—1654 рр. жителі Піщаної в рядах Брацлавського полку брали активну участь у боротьбі проти шляхетської Польщі. Але в другій половині XVII століття Польща знов захопила землі між Бугом і Дністром. Піщану віддано поміщику Ржевуському, який у північно-західній частині села спорудив маєток-фортецю.  У XVIII столітті на Правобережній Україні, зокрема в межиріччі Савранки та Кодими, активно діяло гайдамацьке повстання проти польського соціального та національно-релігійного гніту. Одним із найвідоміших ватажків став Савва Чалий, чия діяльність увійшла в народну творчість і літературу. Масштабні виступи гайдамаків тривали у 1734–1738 роках, а згодом спалахнули з новою силою у 1750-х роках. Найбільшого розголосу набув напад на Балту під час Коліївщини 1768 року.

#### Період Російської імперії
Під час російсько-турецької війни 1787—1791 рр. в східній частині села, що дістала назву Отаманівки, оселилося чимало чорноморських козаків.За указом Павла І 1796 року козаків почали закріпачувати нарівні з селянами. В Піщані та навколишніх селах землями володіли здебільшого польські поміщики. Селяни-кріпаки змушені були працювати на пана 220 днів на рік і відбувати так звані шарваркові повинності, тобто додаткові дні. Найбільш поширеними формами протесту проти феодального гноблення стали втечі селян від поміщиків, підпали маєтків тощо. Особливо активізувалися антикріпосницькі виступи в 10—30-х роках XIX століття, коли в цих місцях діяли загони Кармалюка. Ще й досі в народній пам'яті зберігається легенда про Кармалюкове джерело біля села (Кадубчик).  Після придушення польського повстання 1830—1831 років маєтки на Правобережній Україні були конфісковані, а селяни переведені до розряду державних. Їхнє становище залишалося важким — селяни платили значні податки, виконували повинності та зазнавали частих переселень. У 1846 році воно отримало статус містечка і стало волосним центром Балтського повіту. У 1854 році мешканців Гербиного примусово переселили в Піщану, повернутися на старе місце їм дозволили лише у 1866 році. Під час Кримської війни мобілізація та реквізиції погіршили ситуацію селян.Селяни змушені були орендувати землю або купувати її в кредит через Селянський банк, що часто призводило до розорення господарств. У 1905 році в Піщані відбулися селянські заворушення, спричинені соціальною нерівністю та важким економічним становищем. Було спалено майно заможних селян. Влада намагалася придушити виступи за допомогою військових загонів.

#### Радянський період
Під час Першої світової війни мобілізація та реквізиції ще більше виснажили сільські господарства. Після Лютневої революції 1917 року в Піщаній активізувався громадський рух. Окупація Піщани радянською владою відбулося лише в січні 1918 року завдяки підтримці загону Червоної гвардії. Очолив волосний ревком П. Х. Демченко.У березні 1918 року село звільнили австро-німецькі війська. Влітку 1919 року, під час буремних подій визвольної боротьби, піщанці змушені були захищатися від грабіжницьких набігів більшовицьких загонів та білогвардійців. У серпні Піщану захопили білогвардійці, які повернули старі поміщицькі порядки. Разом з ними до свого маєтку повернувся генерал Сніжко, що відбирав у селян землю, худобу та обкладав непосильними поборами. Визволення від білогвардійської навали піщанці дочекалися лише на початку 1920 року, однак більшовики принесли нові репресії та насильство.Народні повстанці неодноразово ставали на захист своїх сіл від більшовицьких комісарів, які намагалися встановити диктатуру. У жовтні 1920 року збройні загони отамана Заболотного завдали удару більшовицьким прислужникам, захопивши полонених та зброю. Попри всі намагання більшовицької влади придушити опір, селяни продовжували боротися за свою свободу.У 1920 році Радянською владою був створений комітет незаможних селян.Після завершення бойових дій село поступово відновлювалося. У 1920 році відкрили початкову школу. Було створено бібліотеку, сільськогосподарське товариство «Біднота». У 1924 році створили партосередок.
За адміністративними поділами — з 16 сторіччя Брацлавський повіт, з 19 сторіччя Балтський повіт; 1923-1935 — Балтський район, 1935-1957 — Піщанський район, 1957-1962 — Савранський район, з 1962 Балтський район.
Під час організованого радянською владою Голодомору 1932—1933 років померло щонайменше 96 жителів села.
У 1930-1950-х роках сторіччя село Піщана було районним центром Піщанського району Молдавської АРСР (та згодом Одеської області).
12 червня 2020 року, відповідно до Розпорядження Кабінету Міністрів України від № 724-р «Про визначення адміністративних центрів та затвердження територій територіальних громад Одеської області», увійшло до складу Піщанської сільської територіальної громади.
19 липня 2020 року, в результаті адміністративно-територіальної реформи і ліквідації Балтського району, село увійшло до складу новоутвореного Подільського району.

## Населення
Згідно з переписом 1989 року населення села становило 3671 особа, з яких 1645 чоловіків та 2026 жінок.
За переписом населення 2001 року в селі мешкало 3214 осіб.

### Мова
Розподіл населення за рідною мовою за даними перепису 2001 року:
| Мова       | Відсоток |
| ---------- | -------- |
| українська | 96,04 %  |
| російська  | 2,04 %   |
| вірменська | 0,77 %   |
| молдовська | 0,71 %   |
| білоруська | 0,15 %   |
| болгарська | 0,03 %   |

## Визначні пам'ятки
Поблизу села виявлені поселення трипільської і черняхівської культур. Сіцінський Юхим Йосипович в своєї книзі «Археологічна карта Подільської губернії» писав: 
|  | На вигоні біля села, на площі 5 десятин попадається безліч череп'я від глиняних якнайдавніших посудин. У 1891 році пан Зборовський провів розкопку до підґрунтя на площі 10 квадратних сажнів і знайшов 10 маленьких своєрідних глиняних посудин, 2 людських сидячих фігури з глини і глиняне сідальце (немов крісло). |

Церква Різдва Богородиці — заснована у 1764 році (перетворена з греко-католицької на православну у 1794), була спалена турками. Нова церква Різдва Богородиці збудована у 1777 році, вона діяла до 1853 року, розібрана за наказом начальства воєнних поселень.
Церква Успіння — заснована у 1777 році. Існувала до 1865 року. Нова дерев'яна церква збудована у 1864 році. В 1896 капітально відремонтована, прибудована дерев'яна дзвіниця.

## Визначні місця

### Лиса гора
Лиса гора—так її називають селяни. За легендами на горі нема дерев через те, що відьми вирощювали там трави для своїх зілль. Зараз гора почала заростати. Селяни жартують, що у селі зникли відьми.

### Даничеве
Урочище «Дани́чеве» — ландшафтний заказник місцевого значення в Україні. Лісове угіддя, розташоване у Подільському районі Одеської області, поблизу села Піщана.
Площа заказника — 354,0 га.

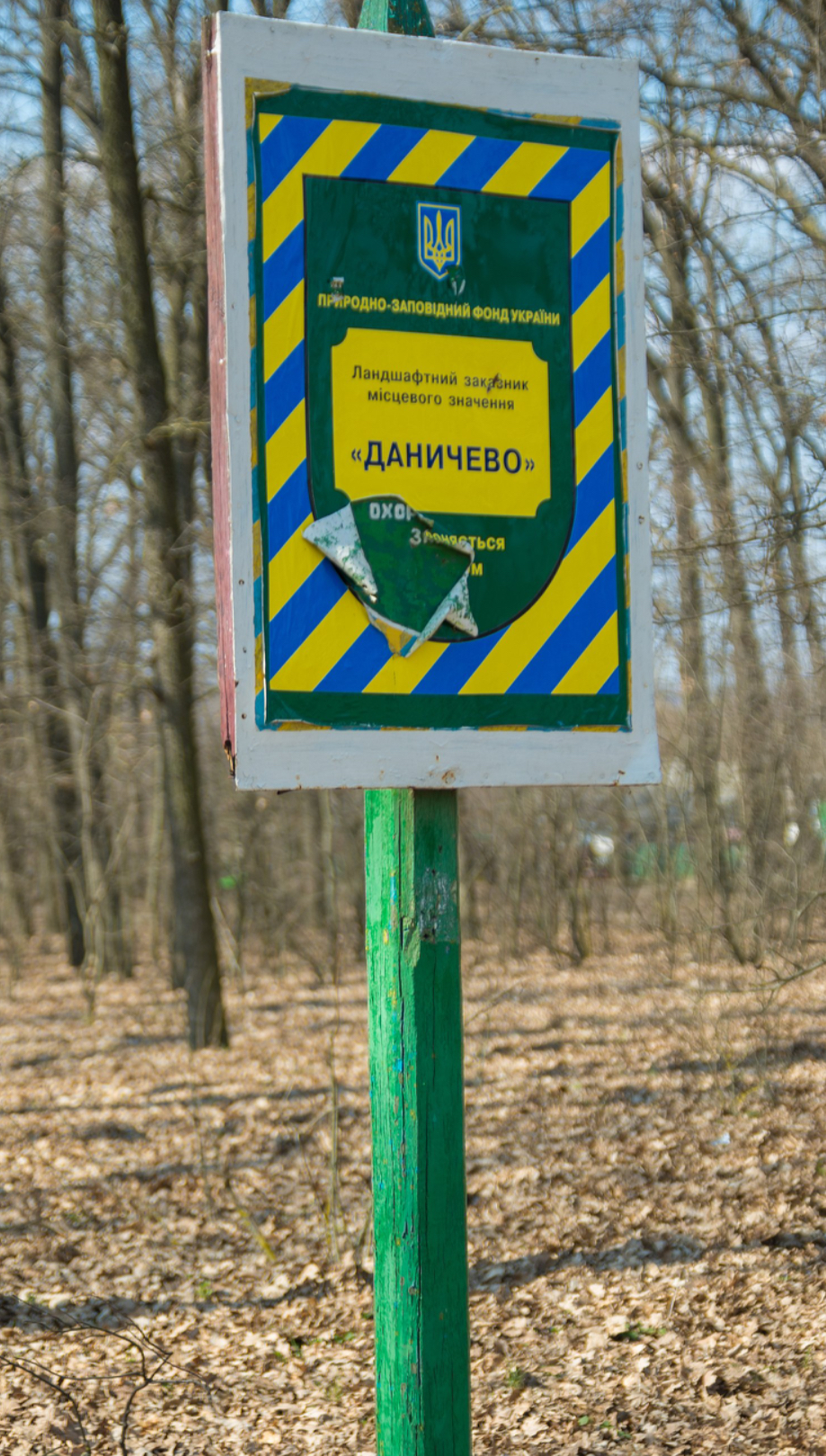
Знак біля в‘їзду до урочищя Даничеве

Урочише Данишеве було штучно створено у період боротьби з піщаними бурями. Основну його естетичну та рекреаційну цінність становлять вікові насадження сосни звичайної (природний ареал якої був за межами області). Згідно з даними екологічного обстеження 2003 р. рідкісних видів рослин і тварин не виявлено. Заказник створено для охорони лісового масиву на межі степової та лісостепової зон, та єдиного в області місця зростання вікових сосен. Заказник має велике природоохоронне та рекреаційне значення. На його території трапляються рідкісні та зникаючі види флори і фауни.
Також на территорії урочища є джерело під назвою Кадубчик. Воно тече через все урочище. Вода яка витікає з пагорба дуже чиста, її можна споживати як звичайну воду.

## Освіта та медицина

### Освіта
На території села діють школа, школа-інтернат та дитячий садок. В них вчаться як діти села так і сусідніх поселень. Раніше на территорії села діяло ще 2 школи.

### Медицина
На території села діє амбулаторія (раніше лікарня) та аптека.

## Спорт

### Футбол
В селі є футбольний стадіон на якому грає ФК "Вуїн". За станом поля та за проведенням матчів на ньому слідкує Василь Гудков.

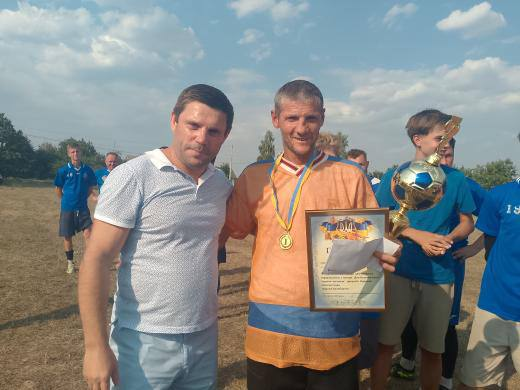
Василь Гудков з кубком за перемогу у щорічному товариському турнірі в селі Концеба

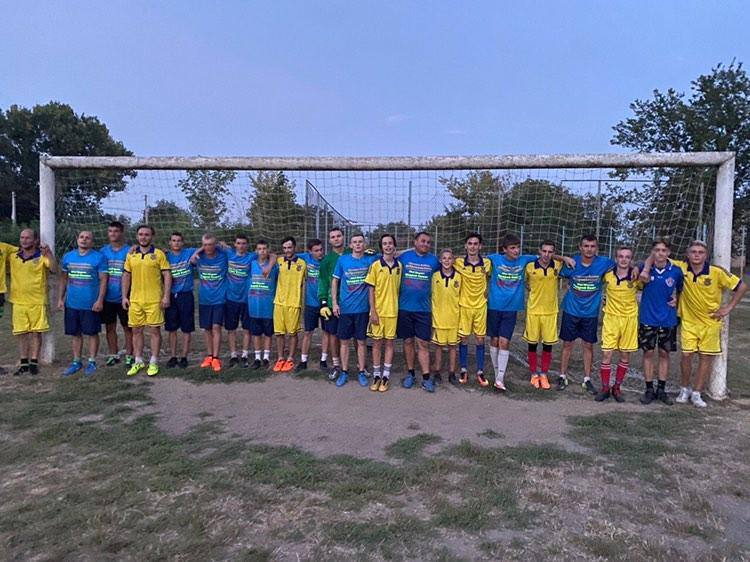
ФК «Вуїн» проти команди з села Дубінове

26 серпня 2024 року ФК «Вуїн» здобув перемогу на щорічному товариському турнірі у селі Концеба, де виграв абсолютно усі матчі.

## Відомі люди
- Брижатий Анатолій Дементійович. — (1936) — український журналіст, член НСЖУ.
- Петрашевський Станіслав Васильович[9] — (народився у 1935 — помер у 1996) — відомий український художник, керівник Житомирської обласної організації Національної спілки художників України.
- Сокерчак Вячеслав Михайлович (1947) — народний депутат України
- Черкашенко Іван Михайлович — прозаїк, публіцист